# Kanadas konstitution

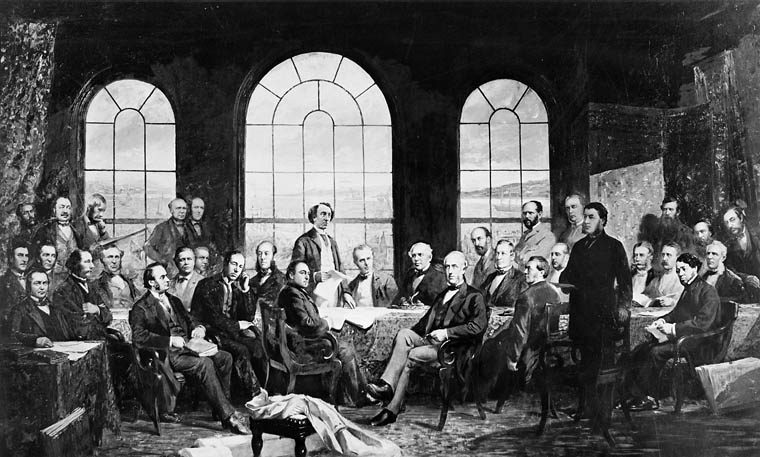
Förhandlingar som kom att leda till Constitution Act, 1867.

Kanadas konstitution (engelska: Constitution of Canada, franska: La Constitution du Canada) är Kanadas högsta lag, konstitutionen, och består av flera parlamentsbeslut samt traditioner. Konstitutionen är en av världens äldsta, ännu gällande, och är baserad på Magna Carta. Konstitutionen fastslår Kanadas regeringsform, samt rättigheterna för landets medborgare och dem som bor i Kanada.
Konstitutionen definieras i Constitution Act, 1982 som bestående av Canada Act 1982 (som inkluderar Constitution Act, 1982), alla lagar och kungliga förordningar som listas i en bilaga till denna lag (bland annat Constitution Act, 1867 och flera andra British North America Acts, som därigenom bytte namn till Constitution Acts) samt alla ändringar av dessa lagar och förordningar. Kanadas högsta domstol har fastslagit att listan inte är uttömmande och inte enbart omfattar nedskrivna dokument.

### Fotnoter
1. ↑  Tidridge, Nathan (2010), Canada's Constitutional Monarchy: An Introduction to Our Form of Government, Toronto: Dundurn Press, s. 54, ISBN 9781459700840, http://books.google.com/books?id=JvGsvHsAtDgC&printsec=frontcover#v=onepage&q&f=false
2. ↑  New Brunswick Broadcasting Co. v. Nova Scotia [1993] 1 S.C.R. 319